# Виккер, Габриэль
Габриэль Виккер (нем. Gabriel Wicker, латыш. Gabriels Vīkers; 1 сентября 1880, Вильна — 11 октября 1940, Лиепая) — латвийский музыкальный педагог и дирижёр.
Учился в Варшавской и Санкт-Петербургской консерваториях; в Санкт-Петербурге сблизился с Язепом Витолсом. C 1906 г. выступал в Санкт-Петербурге как дирижёр, в 1908 г. стал одним из соучредителей Филармонического общества имени А. Г. Рубинштейна — неудавшейся попытки организовать в Петербурге новый симфонический оркестр.
С 1913 г. жил и работал в Либаве (Лиепае), дирижировал городским оркестром и возглавлял собственную музыкальную школу, которой Витолс оказывал покровительство. Среди учеников Виккера были виолончелист Атис Тейхманис и  скрипачка Сара Рашина.
Опубликовал учебник для музыкальных школ (латыш. Jauna mūzikas mācības grāmata skolām un pašmācībai; 1934, авторизованный перевод с немецкого).